# Mistrzostwa Polski w Biathlonie 2024
55. Mistrzostwa Polski w biathlonie odbyły się w dniach 29–30 grudnia 2023 roku w Jakuszycach. Rozegrane zostały sprinty oraz biegi ze startu wspólnego. Pierwotnie miały zostać rozegrane dwie części mistrzostw, pierwsza w grudniu, druga w marcu, ale z powodu niewystarczającej ilości śniegu część marcowa została odwołana.

## Terminarz i medaliści
| Data       | Konkurencja               | Złoto                                    | Srebro                                    | Brąz                                      |
| 29.12.2023 | Sprint mężczyzn 10km      | Jan Guńka BKS WP Kościelisko             | Konrad Badacz MKS Karkonosze Jelenia Góra | Marcin Zawół MKS Karkonosze Jelenia Góra  |
| 29.12.2023 | Sprint kobiet 7,5km       | Natalia Sidorowicz KS AZS AWF Katowice   | Joanna Jakieła BKS WP Kościelisko         | Anna Mąka BKS WP Kościelisko              |
| 18.03.2022 | Bieg masowy mężczyzn 15km | Marcin Zawół MKS Karkonosze Jelenia Góra | Kacper Guńka BKS WP Kościelisko           | Konrad Badacz MKS Karkonosze Jelenia Góra |
| 18.03.2022 | Bieg masowy kobiet 12,5km | Anna Mąka BKS WP Kościelisko             | Natalia Sidorowicz KS AZS AWF Katowice    | Joanna Jakieła BKS WP Kościelisko         |